# Reinhard Krull

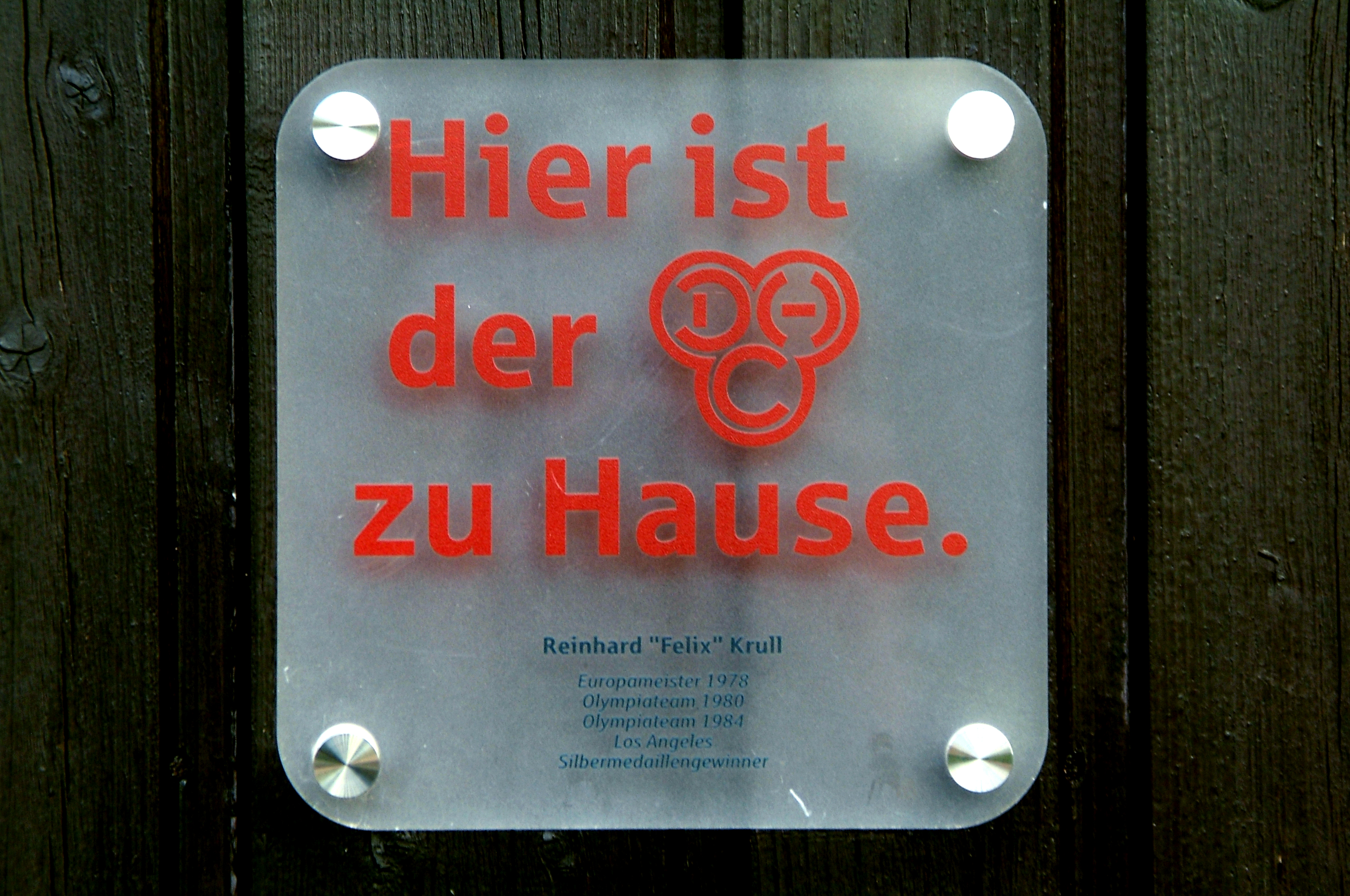
Ehrung für Reinhard Krull unter dem Logo des Deutschen Hockey Clubs Hannover

Reinhard „Felix“ Krull (* 2. Oktober 1954 in Hannover) ist ein ehemaliger deutscher Hockeyspieler, er gewann 1984 mit der deutschen Hockeynationalmannschaft die olympische Silbermedaille.
Reinhard Krull spielte beim DHC Hannover in der Hockey-Bundesliga. 1978 debütierte der Rechtsaußen in der Nationalmannschaft. Beim Gewinn der Europameisterschaft 1978 in seiner Heimatstadt gehörte er zusammen mit Andreas Wistuba und Reinhardt Lange zu den drei Hannoveranern in der Mannschaft. Krull war für die Weltmeisterschaft 1982 nominiert, sagte aber wegen einer noch nicht kurierten Knieverletzung ab. Als sein Ersatzmann debütierte Carsten Fischer in der Nationalmannschaft.
Krull gehörte 1983 bei der Europameisterschaft in Amstelveen wieder zum deutschen Aufgebot und half, die Bronzemedaille zu gewinnen. Bei den Olympischen Spielen 1984 in Los Angeles kam Krull zu sechs Einsätzen, in denen er ein Tor schoss. Krull spielte auch im Finale gegen Pakistan mit, als die deutsche Mannschaft mit 1:2 verlor und sich mit der Silbermedaille begnügen musste. Für den Gewinn der Silbermedaille wurden er und die deutsche Olympiahockeymannschaft – wie stets alle Gewinner von Medaillen bei Olympischen Spielen – vom Bundespräsidenten mit dem Silbernen Lorbeerblatt ausgezeichnet. Insgesamt wirkte Krull von 1978 bis 1985 in 56 Länderspielen mit.
Reinhard Krull war bis 2016 Partner einer Steuerberatungsgesellschaft in Hannover.